# Vazerac
 Vazerac  es una población y comuna francesa, en la región de Mediodía-Pirineos, departamento de Tarn y Garona, en el distrito de Montauban y cantón de Molières.
Forma parte de la Via Podiensis en el Camino de Santiago.

## Demografía
| 877 | 872 | 786 | 658 | 700 | 700 |
| Para los censos de 1962 a 1999 la población legal corresponde a la población sin duplicidades (Fuente: INSEE [Consultar]) |     |     |     |     |     |